# Apotamonautes hainanensis
Apotamonautes hainanensis is een krabbensoort uit de familie van de Potamidae.